# Siêu cúp bóng chuyền toàn quốc (nữ)
Siêu cúp bóng chuyền toàn quốc  là một giải đấu bóng chuyền dành cho các đội bóng chuyền nữ chuyên nghiệp đến từ Albania, Cộng hòa Macedonia và Kosovo, bao gồm 4 đội đấu loại trực tiếp qua các trận bán kết và chung kết. Đội có nhiều danh hiệu nhất là KV Tirana của Albania với 1 cúp *. Họ vô địch trong trận chung kết năm 2011 khi vượt qua UMB Volley của Albania, diễn ra Tiranë với tỉ số 3-1.

## Đội vô địch
Danh sách các đội vô địch Siêu cúp bóng chuyền toàn quốc Nữ:
| Mùa giải | Đội vô địch |
| -------- | ----------- |
| 2011     | KV Tirana   |

### Thứ hạng danh hiệu
KV Tirana 1 lần
- Dữ liệu giải đấu này còn thiếu, sẽ cập nhật thêm.